# Cambio de ancho

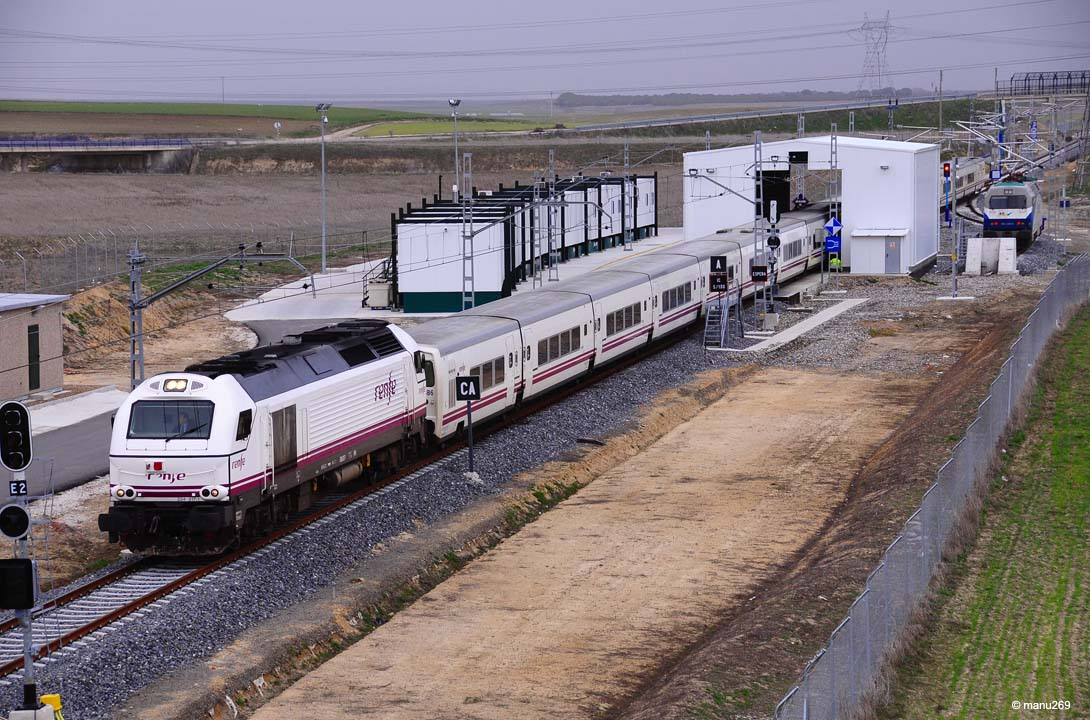
Tren Talgo atravesando el cambiador de ancho de Medina del Campo.

Se denomina cambio de ancho a una maniobra automática o semiautomática que permite modificar el ancho de vía de un vehículo ferroviario. Evita tener que realizar transbordos o cambios de ejes entre líneas de diferente ancho.
Se realiza en una instalación denominada cambiador de ancho. No confundir con un intercambiador, que es un lugar de articulación de redes encaminado a facilitar la intermodalidad entre distintos modos de transporte de viajeros, por ejemplo: la estación de Nuevos Ministerios de Madrid.

## Funcionamiento
Un cambiador de ancho se compone de una nave, con raíles separados por un ancho en un extremo y de otro ancho en el contrario. Los trenes con cambio de ancho permiten que sus ruedas se desplacen hacia el interior o el exterior de su eje, modificando así su ancho. Durante el rodaje normal las ruedas permanecen ancladas en su posición mediante unos cerrojos mecánicos.
Al entrar en el cambiador, los patines de que está dotado el rodal, o el boje, entran en contacto con unas guías y deslizan sobre ellas, así las ruedas quedan liberadas de su carga. Los pies de los cerrojos se introducen en otras guías y descienden, de esta forma las ruedas quedan libres para moverse lateralmente. Las ruedas se deslizan a su nueva posición obligadas por unos carriles-guía. Los cerrojos ascienden a su posición original para que las ruedas quedan enclavadas en su nueva posición. Finalmente, el coche desciende hasta que las ruedas apoyan sobre la nueva vía.
Durante su elevación el tren se apoya sobre unos patines situados en los laterales de los coches, que en el caso de los de tipo Talgo están lubricados mediante agua, o aceite en el caso de los cambiadores de tipo TCRS3.
El edificio de un cambiador de tercera generación tiene unos 25 metros de largo, con una zona neutra (sin alimentación eléctrica, aunque con hilo de contacto) de unos 29 metros y una separación mínima entre pantógrafos de 42 metros. El ancho del foso depende del tipo, 16 metros para los TCRS2 y 8 metros para los TCRS1 y TCRS3. El foso para el sistema Talgo es el más largo, unos 16 metros.
El procedimiento de paso por un cambiador se realiza a una velocidad de 5 km/h en el sistema CAF y a 10 km/h en el de Talgo (en modo automático) y requiere carteles indicativos para que los maquinistas efectúen las operaciones necesarias, bien sea en modo automático o manual. Si hay problemas con los pantógrafos, puede realizarse con ambos (uno de cada tensión) abatidos y por inercia (en «modo vela»), a una velocidad máxima de 27 km/h.

## Cambio de ancho en España

Mapa con la situación de los cambiadores en España en el año 2023.

España es uno de los países del mundo con mayor tradición en cambio de ancho de vía; ello está motivado porque la red ferroviaria de España y Portugal se ha desarrollado, históricamente y por razones de orografía del terreno peninsular, con un ancho de 1668 mm (ancho ibérico) que se conserva en gran parte hasta la actualidad, mientras que la red del resto de Europa tiene un ancho de 1435 mm, a excepción de la extinta URSS, donde sus vías ciñen 1520 mm. Desde 1988 las nuevas líneas se construyen en ancho internacional, por lo que las redes de diferente ancho no coinciden solo en la frontera francoespañola, sino también en los puntos en los que conectan las nuevas líneas con las más antiguas. Se espera que en un futuro toda la red sea unificada en ancho UIC o internacional.

### Historia
Desde que empezó la relación ferroviaria entre España y Francia, el sistema que se seguía era el transbordo de tren: poniendo una composición de cada ancho en un mismo andén, los viajeros iban de uno a otro con sus equipajes.
El primer tipo de cambio de ancho propiamente dicho consistía en levantar los vagones, uno a uno, y quitarles los bojes de un ancho, sustituyéndolos por los del nuevo ancho; operación lenta, pero más cómoda para los viajeros que el sistema anterior. Este sistema de cambio de bojes se utilizó en Hendaya para las líneas Madrid-París y Lisboa-París.
El grupo de ingenieros de Patentes Talgo, S.A. encabezado por el ingeniero Ángel Torán, de formación militar, al que se le debe la invención y desarrollo para la casa Talgo del sistema de Rodadura Desplazable o RD, cuyo primer foso de cambio se instaló en la factoría Talgo de Aravaca para hacer ensayos con el tren experimental de rodadura desplazable (Talgo RD, cuatro coches con gálibo UIC fabricados por CASA), efectuó su primer paso por dicha instalación el 24 de octubre de 1967. La primera demostración pública se realizó el 12 de noviembre de 1968 mediante un viaje Madrid-París, en 13 horas, para el cual se instaló un foso de cambio en Irún que fue desmontado al finalizar las pruebas.
El primer cambiador de ancho con servicio comercial también fue desarrollado por Talgo y se situó en la estación de Cerbère. Comenzó su funcionamiento en 1969, permitiendo desde entonces que los trenes Talgo tuvieran rutas entre España y Francia, continuando incluso hasta Suiza e Italia.
En 1988 se decidió que las nuevas líneas españolas, para ser interoperables con las redes europeas, se construyeran con un ancho de vía de 1435 mm. La decisión obligó a cambiar el proyecto del Nuevo Acceso Ferroviario a Andalucía, que se inauguró en forma de línea de alta velocidad Madrid-Sevilla en 1992, siendo esta la primera línea en ancho europeo de largo recorrido situada en España.
La nueva línea generaba nuevos puntos donde coincidían redes de diferente ancho. La necesidad de establecer servicios que utilizaran las nuevas líneas y después continuaran por las antiguas obligó a la utilización del cambio de ancho en el interior del país. El primer servicio interno con cambio de ancho fue el Talgo 200 entre Madrid y Málaga, con cambio de ancho en Córdoba, establecido el 31 de mayo de 1992.
El desarrollo de una amplia red en ancho europeo ha necesitado generalizar los cambiadores y los servicios con cambio de ancho por todo el territorio nacional. El avance de las líneas ha hecho que algunos cambiadores, como el de Córdoba, los de Lérida o los de Roda de Bará, hayan dejado de utilizarse, al existir continuidad de las nuevas líneas.

### Sistemas de cambio de ancho

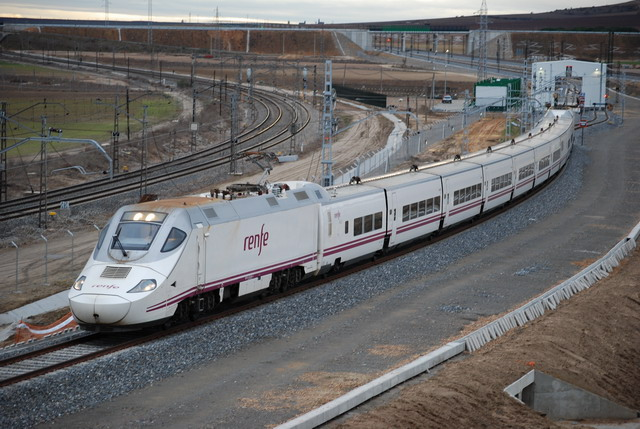
Unidad Serie 130 de Renfe abandonando el cambiador de ancho de Valdestillas en la LAV Madrid-Valladolid.

En la red española se utilizan actualmente dos sistemas de cambio de ancho incompatibles entre sí, cada uno desarrollado por un fabricante diferente:
- Sistema Talgo, patente de Talgo, que utilizan los trenes Talgo. Fue el primer sistema utilizado, en 1969.[6]

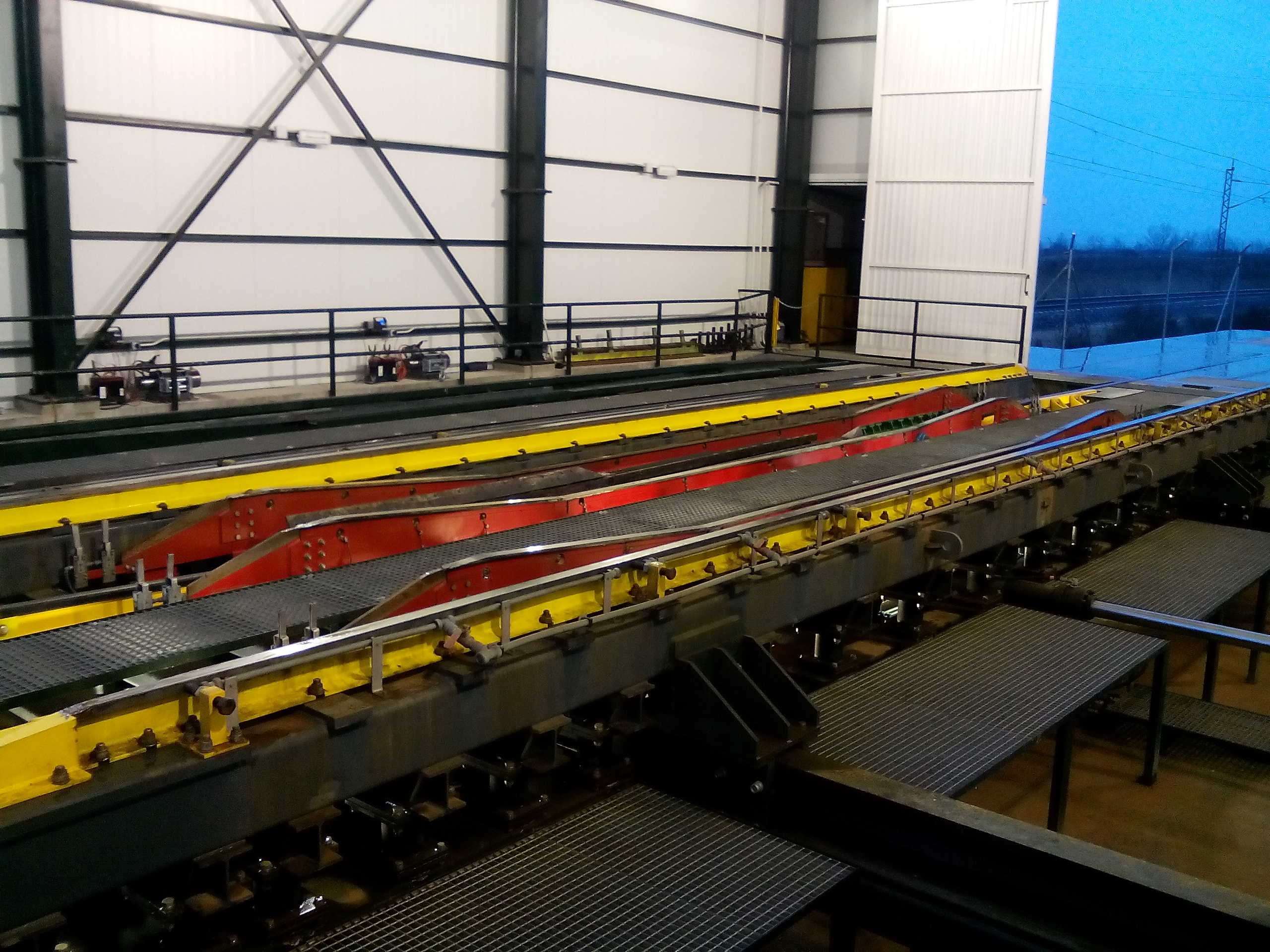
Hidráulicos para cambio de posición en cambiador TCRS2 enclavado para Talgo

- Sistema Brava (Bogie de Rodadura de Ancho Variable Autopropulsado), patente de CAF. Se utilizan desde 1999.[7]

Están diseñados para trenes de viajeros, aunque se han realizado pruebas con trenes de mercancías.

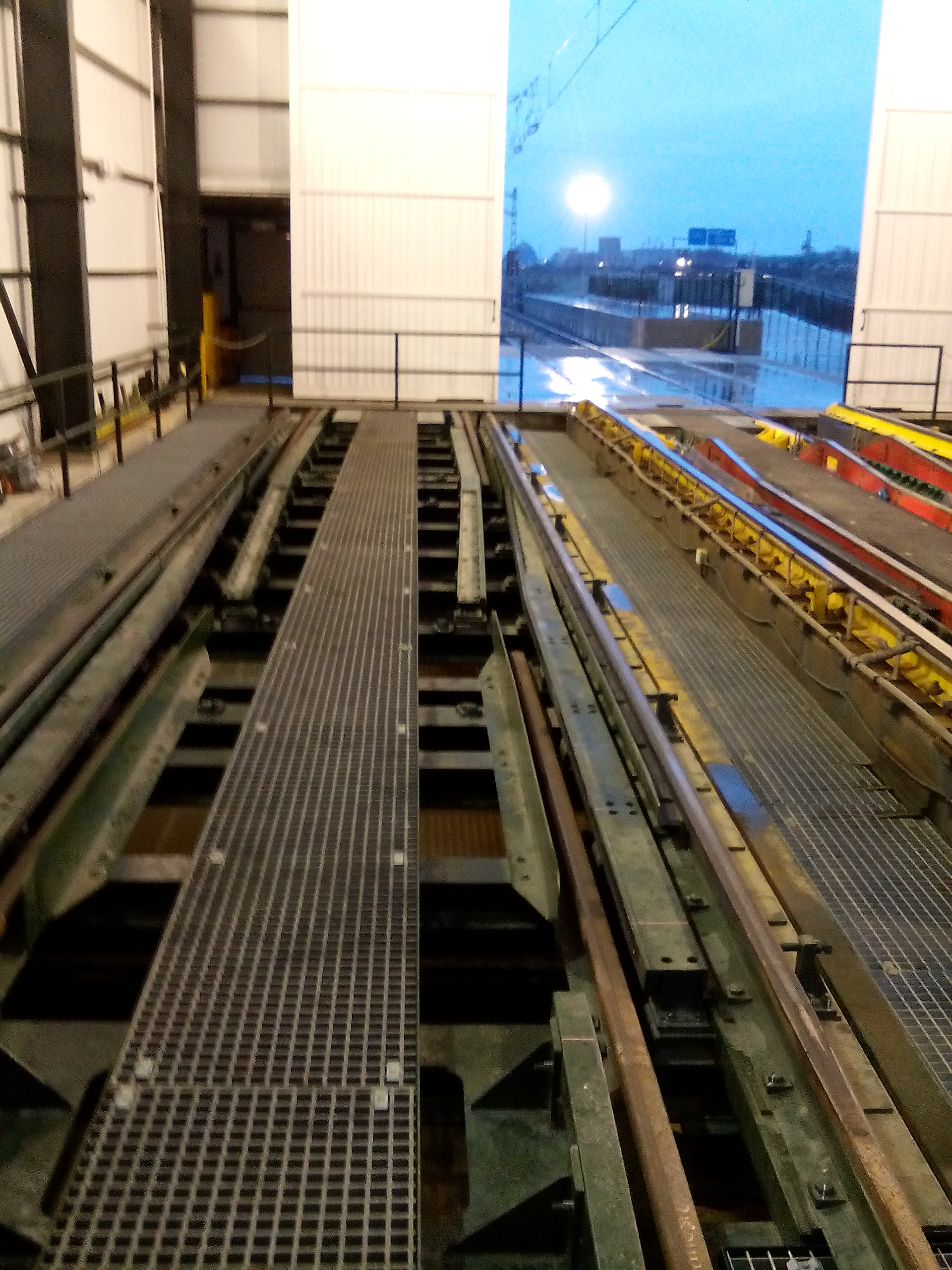
Vista de la plataforma CAF en un cambiador TCRS2 en posición Talgo

Cada cambiador puede servir para un solo sistema o para ambos, ya que mediante unos gatos hidráulicos se puede cambiar la plataforma utilizada para uno u otro fabricante, sistema que fue elaborado por Adif en colaboración con Tifsa. El primer prototipo de cambiador dual se instaló en diciembre de 2001 en la estación de Río Adaja, en el tramo de ensayos Olmedo-Medina del Campo. Posteriormente se han instalado numerosos cambiadores duales como los de Zaragoza-Delicias y Plasencia de Jalón, o Roda de Bará y Antequera, estos últimos, además, dobles.
En los primeros cambiadores solo pasaban los coches de pasajeros, no disponiendo de posibilidad de cambio de ancho las locomotoras. Para ello se realizaba una maniobra en la que esta se desacoplaba, se pasaba solo la composición (los coches de viajeros) y se recogía al otro lado por una locomotora del otro ancho. Desde 2001 existen automotores equipados con sistema de cambio de ancho en los bojes, de modo que el tren puede pasar directamente por el cambiador sin detenerse. Para permitir el paso de automotores en los cambiadores anteriores han sido necesarias modificaciones, como la necesidad de catenaria continua en el interior.
Actualmente los cambiadores se sitúan «en bañera», con pendiente descendiente a ambos lados, de manera que las composiciones se puedan dejar caer para el que primer coche atraviese el cambiador sin necesidad de empujar a la composición mediante tractores de maniobras o carros de arrastre, lo que reduce la necesidad de maniobras.
La generalización de los cambiadores ha provocado que Adif desarrolle técnicas más sencillas y económicas para su elaboración y manipulación. Los nuevos cambiadores son válidos para ambas tecnologías, para material tanto remolcado como autopropulsado, y tienen continuidad en todos los sistemas para evitar que los trenes tengan que detenerse. También se busca que sean trasladables, para poder ser resituados conforme se inauguren nuevos tramos en ancho europeo.

### Tipos de cambiadores
- Fijo, aptos solo para el paso de trenes con sistema CAF, Talgo o Transfesa.
- Dual, aptos para el paso de trenes con sistema CAF y Talgo. Dentro de este tipo están:
  - TCRS1, compuestos por dos plataformas verticales: una para CAF y otra para Talgo, que se abaten alternativamente para el paso de cada tipo de tren.
  - TCRS2, compuestos por dos plataformas horizontales: una para CAF y otra para Talgo, que se desplazan alternativamente para el paso de cada tipo de tren.
  - TCRS3, una plataforma única para las dos tecnologías: CAF y Talgo; solo se desplazan algunas piezas.
  - TCRS4 o Unichanger, una plataforma única para cuatro tecnologías: CAF, Talgo, Rafil (Alemania) y SUW 2000 (Polonia). Permitirá el paso de trenes mixtos y de mercancías. En experimentación.
  - OGI, Para vagones de mercancías sin necesidad de detenerse ni cambiar los ejes, se cambia el ancho de las ruedas de cada eje de los vagones. Actualmente se encuentra homologado.

### Cambiadores de ancho en España
| CAMBIADORES:                         | Para:     | Desde | Observaciones                                              | Servicio       | Modelo     | PK internacional | PK ibérico |
| Hendaya (Francia)                    | Transfesa | 1950  |                                                            | Cambio de ejes | Transfesa  |                  |            |
| Cerbére (Francia)                    | Transfesa | 1952  |                                                            | Cambio de ejes | Transfesa  |                  |            |
| San Andrés Condal (Barcelona)        | Talgo     | 1988  | Propiedad de talleres                                      | Talleres       | Talgo      |                  |            |
| Majarabique 1 (Sevilla)              | Talgo     | 1993  |                                                            | Cambiador      | Talgo      | 462,500          | 563,649    |
| Majarabique 2 (Sevilla)              | CAF       | 1999  |                                                            | Cambiador      | CAF        | 462,500          | 563,649    |
| Plasencia de Jalón-Grisén (Zaragoza) | Dual      | 2003  |                                                            | Cambiador      | TCRS1      | 276,705          | 307,200    |
| Zaragoza Delicias                    | Dual      | 2003  |                                                            | Cambiador      | TCRS1      | 304,870          | 337,395    |
| Madrid Santa Catalina                | Dual      | 2003  | Propiedad de talleres                                      | Talleres       | TCRS1      |                  |            |
| Antequera-Santa Ana 1 (Málaga)       | Dual      | 2006  |                                                            | Cambiador      | TCRS1      | 97,206           | 119,849    |
| Antequera-Santa Ana 2 (Málaga)       | Dual      | 2006  |                                                            | Cambiador      | TCRS1      | 97,206           | 119,849    |
| Valdestillas (Valladolid)            | Dual      | 2007  | Utilizado temporalmente por Alvias Madrid-Santander.       | Cambiador      | TCRS2      | 160,060          | 230,250    |
| Alcolea de Córdoba                   | Dual      | 2009  |                                                            | Cambiador      | TCRS2      | 333,868          | 432,273    |
| Valencia                             | Dual      | 2010  | A desmantelar en Enero de 2026                             | Cambiador      | TCRS1      | 396,748          | 111,468    |
| Albacete                             | Dual      | 2010  | Sin tráfico por obras de soterramiento en Murcia.          | Cambiador      | TCRS2      | 321,083          | 278,679    |
| Can Tunis AV (Barcelona)             | Talgo     | 2014  | Propiedad de talleres                                      | Talleres       | Talgo      |                  |            |
| Can Tunis AV (Barcelona)             | CAF       | 2014  | Propiedad de talleres                                      | Talleres       | CAF        |                  |            |
| Villamuriel (Palencia)               | Dual      | 2015  | Temporalmente fuera de servicio por obras RAF en Palencia. | Cambiador      | TCRS2      | 224,598          | 2,750      |
| Vilecha (León)                       | Dual      | 2015  |                                                            | Cambiador      | TCRS3      | 339,530          | 116,852    |
| León Clasificación                   | Dual      | 2015  |                                                            | Cambiador      | TCRS3      | 345,530          | 121,350    |
| Medina del Campo AV                  | CAF       | 2015  |                                                            | Cambiador      | CAF fijo   | 156,568          | 0,000      |
| La Boella 1 (Tarragona)              | Dual      | 2020  |                                                            | Cambiador      | TCRS1      | 254,100          | 254,100    |
| La Boella 2 (Tarragona)              | Dual      | 2020  |                                                            | Cambiador      | TCRS1      | 254,100          | 254,100    |
| Taboadela (Orense)                   | Dual      | 2021  |                                                            | Cambiador      | TCRS2      | 446,098          | 232,000    |
| Burgos                               | Dual      | 2022  |                                                            | Cambiador      | TCRS3      | 304.600          | 374.063    |
| Granada                              | Talgo     | 2024  |                                                            | Cambiador      | Talgo fijo |                  |            |
| Fuencarral (Madrid)                  | Dual      | 2025  | Propiedad de talleres                                      | Talleres       | TCRS1      |                  |            |

| CAMBIADORES: | Para: | Servicio  | Modelo | PK internacional | PK ibérico | Observaciones                              |
| Campomanes   | Dual  | Cambiador | TCRS3  |                  |            | Ya construido. Pendiente de pruebas.       |
| Irún         | OGI   | Cambiador | OGI    |                  |            | Licitado, a falta de adjudicación.         |
| Valencia FSL | Dual  | Cambiador | TCRS3  |                  |            | En proyecto. Sustituirá al de Valencia JS. |

(Actualizado en mayo de 2024, fuentes:)

### Inconvenientes
La experiencia con los cambiadores de ancho en España ha demostrado algunos inconvenientes. Los mayores problemas surgen por la acumulación de hielo en los rodales en los días más duros del invierno, lo que obliga a la realización de un proceso de descongelado, más o menos largo, o a continuar el servicio mediante transbordo a otro tren. Para solucionarlo se instalan fosos con un colector de descongelación Talgo, que incorpora un cilindro neumático con unas guías que permiten el posicionamiento del colector debajo de cada rodal o bogie, con toberas o rociadores para la salida del agua caliente hacia los puntos críticos de acumulación de hielo. En otros cambiadores se emplean unas lanzas Karcher con las que se proyecta manualmente el agua caliente a presión. También se intentó un sistema para calentar constantemente los rodales mediante agua caliente en el propio tren, pero no prosperó.

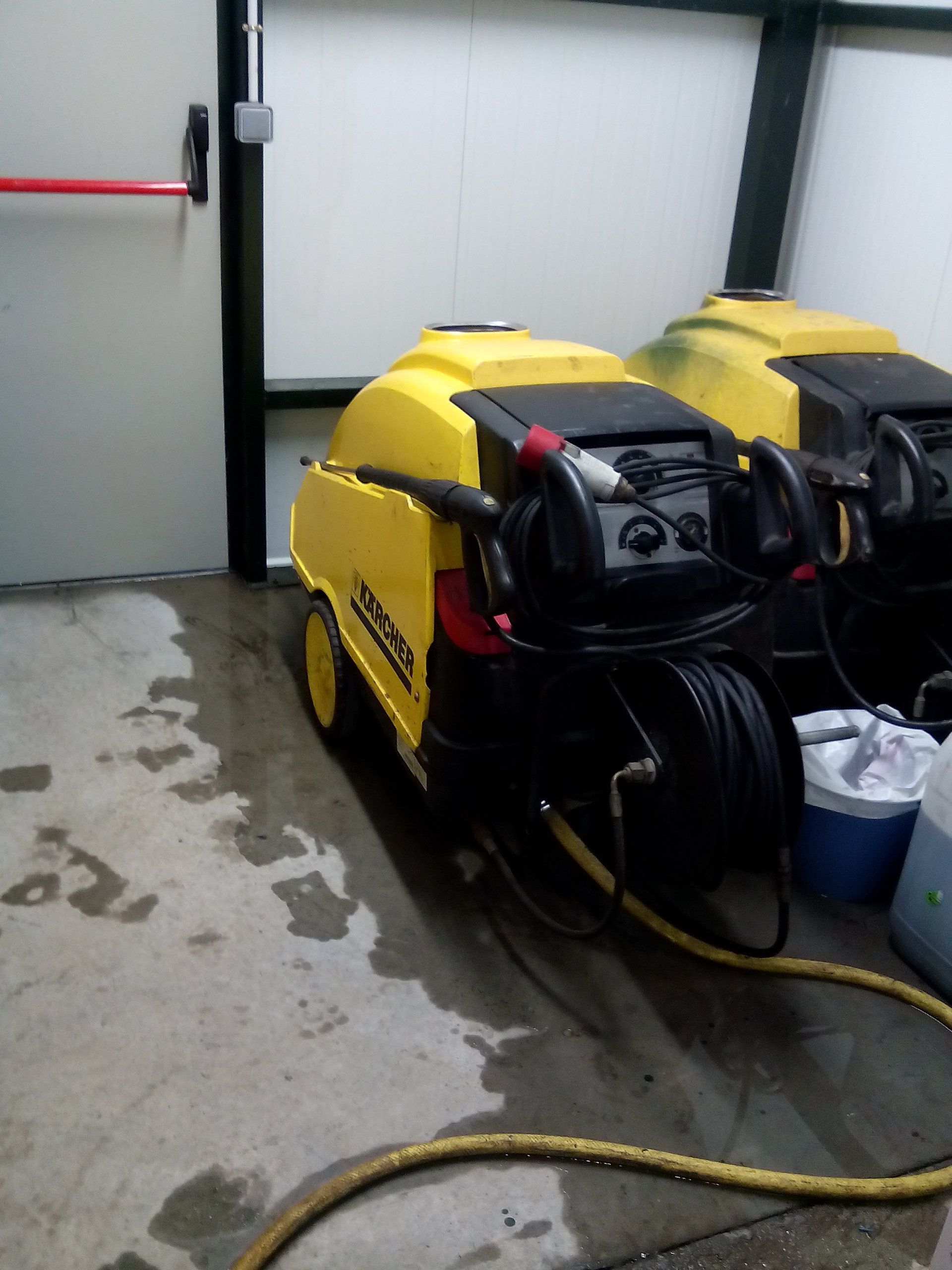
Lanzas Karcher para descongelar los rodales Talgo

También se han producido algunos descarrilamientos al paso por un cambiador como, por ejemplo, en el de Alcolea de Córdoba, donde varios descarrilamientos obligaron a suspender temporalmente el servicio AVE Lanzadera entre Jaén y Cádiz mientras se encontraba una solución, desviando el tren por la línea convencional.

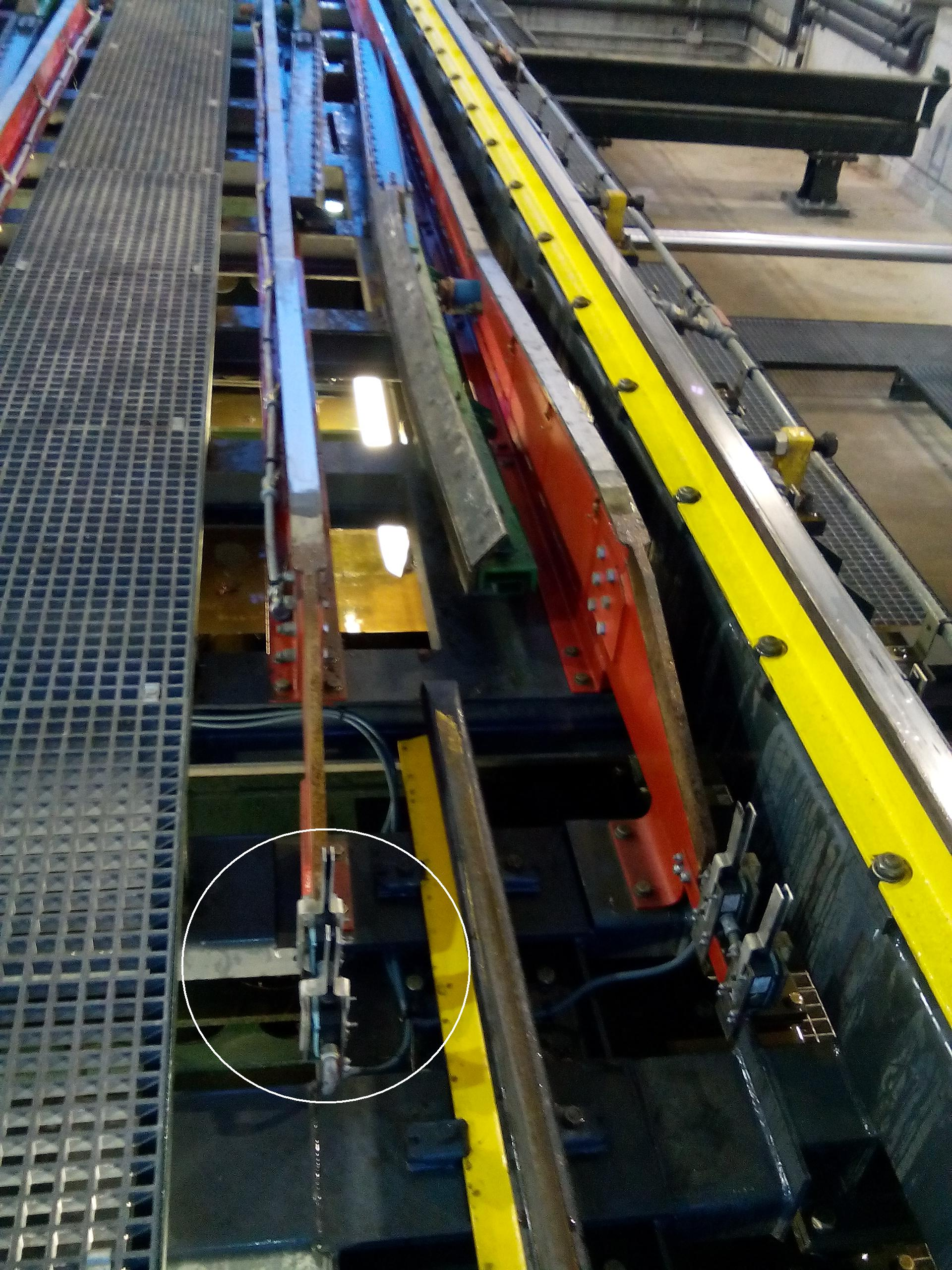
Detalle de los detectores de cerrojos caídos en cambiador Talgo

Otro de los inconvenientes de los cambiadores es el encarecimiento de la infraestructura, por el coste de los cambiadores; el encarecimiento del canon pagado por las operadoras, con un incremento de 111,52 € por paso, o el incremento del coste de los trenes y de su mantenimiento. En junio de 2016 hay 15 cambiadores con tráfico y 6 operativos sin trenes grafiados. En 2015 se pagaron 3,452 M € de canon, hubo 30 646 pasos por cambiador, 83,96 al día y 6,72 por cada cambiador operativo. En el año 2014 ADIF ingresó 3,805 millones de euros de canon por paso de cambiadores, lo que supone un total de 34 119 pasos, 93 al día, casi 8 por cada uno de los 12 cambiadores con servicio de viajeros.

### Coste de los cambiadores
El coste de los cambiadores se está reduciendo con los del tipo TCRS3, ya que solo tienen una plataforma para los dos sistemas. El de Burgos (junto con el montaje de 26 kilómetros de vía) se ha adjudicado por 7 millones de euros (todos los precios con IVA incluido), mientras que el conjunto de los dos de León se adjudicó por 8,5 millones de euros. Además son reutilizables en un 80 % al ser trasladados a otra ubicación. Los primeros, de tipo fijo y solo para CAF o para Talgo son mucho más simples y baratos: los de Can Tunis AV han costado, respectivamente, 181 500 y 302 500 euros.

## Cambio de ancho en el resto del mundo
Pese a que el problema de tener diferentes anchos existe en numerosos países (Australia, India, Polonia, aparte de los trazados de vía estrecha en muchos otros) y, por supuesto, entre muchos países (Finlandia con Suecia, Polonia con Bielorrusia, China con Rusia, etcétera), casi no existen cambiadores de ancho ya que, o bien se realizan cambios de ejes, o con transbordos. Por ejemplo, el tren que recorrió 13 052 km entre Yiwu y Madrid cambió sus contenedores tres veces entre vagones de distinto ancho en Dostyk (Kazajistán), Brest (Bielorrusia) e Irún (España).
Desde el 17 de diciembre de 2016 se encuentra en servicio un cambiador de ancho para trenes de viajeros, con sistema Talgo, en Brest (Bielorrusia), junto a la frontera con Polonia, para un servicio de RZhD entre Moscú y Berlín, otro en construcción para mediados de 2017 con el sistema alemán DB AG-Rafil Type V en la localidad georgiana de Akhalkalaki, junto a la frontera turca, para servicios de ADY entre Bakú (Azerbaiyán) y Estambul (Turquía), pasando por Tiflis (Georgia), y otro en pruebas para el sistema japonés FGT (Free Gauge Train) para poder pasar del ancho internacional del Shinkansen al del resto de la red (1067 mm).
El proyecto del sistema de cambio de ancho japonés FGT empezó a ser desarrollado en 1994 por el RTRI (Railway Technical Research Institute) y cuenta con tres generaciones de prototipos: los dos primeros se denominaron GCT (Gauge Change Train) y estuvieron en pruebas entre 1998/2006 y 2006/2014, mientras que el tercero (FGT) está en pruebas desde marzo de 2014 hasta, previsiblemente, el año 2017. Este último ha sido fabricado por Hitachi (coche 2) y Kawasaki (coches 1, 2 y 3).
Los planes de JR Kyushu para el año 2023 son construir una nueva línea Shinkansen entre Nagasaki y Takeo-Onsen y seguir usando la actual línea de vía estrecha (1067 mm) entre Takeo-Onsen y Tosu, en el Kyushu Shinkansen. De esta forma los trenes desde Nagasaki al resto del país deberían cambiar de ancho dos veces, en Takeo-Onsen y en Tosu, en un tramo de tan solo 51 kilómetros.
Por otra parte, y también en Japón, JR West está trabajando en la prolongación de los servicios del Hokoriku Shinkansen entre Tsuruga y Osaka (por la vía estrecha actual) mediante trenes de ancho variable FGT, desarrollados conjuntamente con Talgo.

## Sistemas para vagones de mercancías
También existen sistemas de ancho variable para vagones de mercancías. Sobre la base de un diseño presentado por la Oficina General de Ingeniería (OGI, de Sevilla), en julio de 1966 para el concurso de Renfe para trenes de viajeros, en 2014 Azvi y Tria, junto con la propia OGI, adaptaron el sistema a las actuales exigencias de homologación. Durante el cambio de ancho, se mueve primero una rueda y luego otra, lo que permite mantener siempre el centro del eje perfectamente alineado con el eje de simetría y las posiciones de las ruedas. La activación del sistema de descerrojado y encerrojado se realiza mediante una leva que actúa sobre una guía en el cambiador.
En noviembre de 2015 Adif compró los derechos de uso exclusivo en Europa de este sistema por un período de dieciocho años. Para la cesión efectiva de la tecnología se marca un plazo de doce meses en los que Tria ha fabricado diez ejes, cinco con ruedas de 920 milímetros de diámetro para veinticinco toneladas de carga por eje, y otros cinco para ruedas de 760 milímetros para vagón portaautomóviles de veinte toneladas de carga por eje. Se han montado cuatro ejes de 920 milímetros en dos bogies Y21 de una plataforma MM y otros cuatro de 760 en dos vagones.
También se ha instalado un cambiador de ancho en La Gineta, con una velocidad de paso de 10 km/h, donde se realizaron las pruebas en octubre de 2016 para homologar el sistema tras recorrer 250 000 kilómetros, un proceso que culminó a finales de 2018, la homologación del eje OGI se llevó a cabo durante 2018.
Otros sistemas para mercancías en diverso grado de desarrollo son el DB Cargo-Knorr-Bremse alemán, en pruebas desde 2002 para su uso entre Europa Central y Europa del Este, el DB AG-Rafil Type V alemán, el SUW 2000 polaco diseñado por ZNTK Poznan y el Prose EV09 para cambiar entre 1435 mm y 1000 mm en la línea Montreux-Oberland Bernois (MOB) de Suiza.